# IC 3481
IC 3481 је елиптична галаксија у сазвјежђу Дјевица која се налази на листи објеката дубоког неба у Индекс каталогу.
Деклинација објекта је + 11° 24' 17" а ректасцензија 12h 32m 52,2s. Привидна величина (магнитуда) објекта IC 3481 износи 14,0 а фотографска магнитуда 15,0. IC 3481 је још познат и под ознакама MCG 2-32-127, CGCG 70-159, VV 43, ARP 175, VCC 1462, NPM1G +11.0319, Zwicky's triplet, PGC 41634.